# Ibrahim Maza
Ibrahim Maza (Berlino, 24 novembre 2005) è un calciatore tedesco naturalizzato algerino, attaccante del Bayer Leverkusen e della nazionale algerina.

## Carriera

### Club
Maza è cresciuto nel settore giovanile dell'Hertha Berlino, con cui ha firmato il primo contratto professionistico nella primavera del 2023. Ha debuttato in prima squadra il 30 aprile dello stesso anno nell'incontro di Bundesliga perso 2-0 contro il Bayern Monaco ed il 27 maggio seguente ha segnato il suo primo gol nel successo per 2-1 contro il Wolfsburg.
Il 1° maggio 2025 firma un contratto quinquennale, con decorrenza dal 1° luglio seguente, con il Bayer Leverkusen.

### Nazionale
Ha giocato nella nazionali giovanili tedesche Under-18, Under-19 ed Under-20.
Ha successivamente scelto di rappresentare l'Algeria, con la cui nazionale maggiore ha esordito il 10 ottobre 2024 nell'incontro di qualificazione per la Coppa delle nazioni africane 2025 contro il Togo.

## Statistiche

### Presenze e reti nei club
Statistiche aggiornate al 6 ottobre 2024.
| Stagione                 | Squadra                  | Campionato               | Campionato | Campionato | Coppe nazionali | Coppe nazionali | Coppe nazionali | Coppe continentali | Coppe continentali | Coppe continentali | Altre coppe | Altre coppe | Altre coppe | Totale | Totale | Totale |
| Stagione                 | Squadra                  | Comp                     | Pres       | Reti       | Comp            | Pres            | Reti            | Comp               | Pres               | Reti               | Comp        | Pres        | Reti        | Pres   | Reti   |        |
| ------------------------ | ------------------------ | ------------------------ | ---------- | ---------- | --------------- | --------------- | --------------- | ------------------ | ------------------ | ------------------ | ----------- | ----------- | ----------- | ------ | ------ | ------ |
| 2022-2023                | Hertha Berlino II        | RL                       | 7          | 2          | -               | -               | -               | -                  | -                  | -                  | -           | -           | -           | 7      | 2      |        |
| 2023-2024                | Hertha Berlino II        | RL                       | 2          | 0          | -               | -               | -               | -                  | -                  | -                  | -           | -           | -           | 2      | 0      |        |
| Totale Hertha Berlino II | Totale Hertha Berlino II | Totale Hertha Berlino II | 9          | 2          |                 | -               | -               |                    | -                  | -                  |             | -           | -           | 9      | 2      |        |
| 2022-2023                | Hertha Berlino           | BL                       | 2          | 1          | CG              | 0               | 0               | -                  | -                  | -                  | -           | -           | -           | 2      | 1      |        |
| 2023-2024                | Hertha Berlino           | 2L                       | 13         | 1          | CG              | 0               | 0               | -                  | -                  | -                  | -           | -           | -           | 13     | 1      |        |
| 2024-2025                | Hertha Berlino           | 2L                       | 8          | 1          | CG              | 1               | 1               | -                  | -                  | -                  | -           | -           | -           | 9      | 2      |        |
| Totale Hertha Berlino    | Totale Hertha Berlino    | Totale Hertha Berlino    | 23         | 3          |                 | 1               | 1               |                    | -                  | -                  |             | -           | -           | 24     | 4      |        |
| Totale carriera          | Totale carriera          | Totale carriera          | 32         | 5          |                 | 1               | 1               |                    | -                  | -                  |             | -           | -           | 33     | 6      |        |

### Cronologia presenze e reti in nazionale
| Cronologia completa delle presenze e delle reti in nazionale ― Algeria | Cronologia completa delle presenze e delle reti in nazionale ― Algeria | Cronologia completa delle presenze e delle reti in nazionale ― Algeria | Cronologia completa delle presenze e delle reti in nazionale ― Algeria | Cronologia completa delle presenze e delle reti in nazionale ― Algeria | Cronologia completa delle presenze e delle reti in nazionale ― Algeria | Cronologia completa delle presenze e delle reti in nazionale ― Algeria | Cronologia completa delle presenze e delle reti in nazionale ― Algeria |
| Data                                                                   | Città                                                                  | In casa                                                                | Risultato                                                              | Ospiti                                                                 | Competizione                                                           | Reti                                                                   | Note                                                                   |
| ---------------------------------------------------------------------- | ---------------------------------------------------------------------- | ---------------------------------------------------------------------- | ---------------------------------------------------------------------- | ---------------------------------------------------------------------- | ---------------------------------------------------------------------- | ---------------------------------------------------------------------- | ---------------------------------------------------------------------- |
| 10-10-2024                                                             | Annaba                                                                 | Algeria                                                                | 5 – 1                                                                  | Togo                                                                   | Qual. Coppa d'Africa 2025                                              | -                                                                      | 89’                                                                    |
| 25-3-2025                                                              | Tizi Ouzou                                                             | Algeria                                                                | 5 – 1                                                                  | Mozambico                                                              | Qual. Mondiali 2026                                                    | -                                                                      | 84’                                                                    |
| 5-6-2025                                                               | Costantina                                                             | Algeria                                                                | 2 – 0                                                                  | Ruanda                                                                 | Amichevole                                                             | -                                                                      | 83’                                                                    |
| 10-6-2025                                                              | Solna                                                                  | Svezia                                                                 | 4 – 3                                                                  | Algeria                                                                | Amichevole                                                             | -                                                                      | 84’                                                                    |
| Totale                                                                 |                                                                        | Presenze                                                               | 4                                                                      |                                                                        | Reti                                                                   | 0                                                                      |                                                                        |